# Mesochorus puteolus
Mesochorus puteolus är en stekelart som beskrevs av Dasch 1974. Mesochorus puteolus ingår i släktet Mesochorus och familjen brokparasitsteklar. Inga underarter finns listade i Catalogue of Life.